# PRISMA
PRISMA (ang. Preferred reporting items for systematic reviews and meta-analyses) – powstała w oparciu o dowody naukowe deklaracja zawierająca minimalny zestaw elementów niezbędnych do prawidłowego raportowania przeglądów systematycznych i meta-analiz oceniających korzyści i szkody wynikające z opieki zdrowotnej. PRISMA skupia się na tym, w jaki sposób autorzy raportów mogą zapewnić przejrzysty i kompletny raport z tego typu badań.

## Deklaracja PRISMA
Celem deklaracji jest pomoc autorom w poprawnym raportowaniu przeglądów systematycznych i meta-analiz. PRISMA skupia się głównie na przeglądach systematycznych i metaanalizie badań z randomizacją, ale może być również stosowana jako podstawa do raportowania przeglądów innych rodzajów badań (np. badań diagnostycznych lub obserwacyjnych). PRISMA nie jest instrumentem oceny jakości przeglądów systematycznych, ale może to być przydatna do przeprowadzenia krytycznej oceny.
Deklaracja PRISMA składa się z listy kontrolnej, diagramu i dokumentu objaśniającego. Lista kontrolna zawiera 27 elementów należących do treści przeglądu systematycznego, należą do nich m.in.: tytuł, abstrakt, metody, rezultaty, dyskusja, finansowanie. Czteropoziomowy diagram ilustruje przepływ informacji przez kolejne fazy przeglądu systematycznego. Zawiera informacje na temat liczby trafień w przeglądzie literatury, liczby włączonych i wykluczonych badań oraz przyczyny wykluczenia.

## Historia
W 1987 roku, Cynthia Mulrow po raz pierwszy oceniła metodologiczną jakość na próbce 50 przeglądów opublikowanych w czterech wiodących czasopismach medycznych w latach 1985 i 1986. Okazało się, że żadne z nich nie spełniało ośmiu precyzyjnych kryteriów naukowych oraz że brak oceny jakości z indywidualnych badań był głównym źródłem ryzyka dla jakości tych przeglądów. W 1987 roku Sacks i współpracownicy ocenili jakość 83 metaanaliz stosując metodę punktacji, która zawierała 23 elementy zgrupowane w sześciu głównych obszarach: projekt badania, możliwość łączenia, kontrola stronniczości, analiza statystyczna, analiza wrażliwości oraz zastosowanie wyników. Wyniki tych badań wykazały, że raportowanie było ogólnie słabe i wskazały na pilną potrzebę poprawy metod przeszukiwania literatury, oceny jakości badań i syntezy wyników.
W 1996 roku, międzynarodowa grupa 30 epidemiologów klinicznych, lekarzy klinicznych, statystyków, redaktorów i naukowców zwołała konferencję QUOROM (ang. The Quality of Reporting of Meta-analyses) aby opracować standardy oraz poprawić jakość raportowania metaanaliz z randomizowanych kontrolowanych prób klinicznych. Owocem konferencji była Deklaracja QUOROM składająca się z listy kontrolnej, diagramu opisującego preferowany sposób przedstawienia abstraktu, wstępu, metod, wyników i dyskusji w raporcie z przeglądu systematycznego lub metaanalizy. Osiem z 18 oryginalnych elementów stanowiło podstawę raportowania QUOROM. Ocena raportowania została uporządkowana w sekcje i podsekcje dotyczące wyszukiwania, selekcji, oceny ważności, pozyskiwania danych, cech badań i syntezy.
W 2009 roku, deklaracja QUOROM została zaktualizowana. Włączono do niej liczne koncepcyjne i praktyczne osiągnięcia w dziedzinie systematycznych przeglądów. Deklaracja została przemianowana na PRISMA (ang. Preferred Reporting Items of Systematic reviews and Meta-Analyses).

## Znaczenie
Korzystanie z list kontrolnych takich jak PRISMA może znacznie poprawić jakość raportowania systematycznego przeglądu i zapewnia znaczną przejrzystość procesu selekcji raportów w systematycznym przeglądzie. Deklaracja PRISMA została opublikowana w wielu czasopismach, które zalecają lub wymagają jej stosowania od autorów raportów.